# Płowce I (gromada)
Płowce I (następnie Płowce Pierwsze, Płowce.) – dawna gromada, czyli najmniejsza jednostka podziału terytorialnego Polskiej Rzeczypospolitej Ludowej w latach 1954–1972.
Gromady, z gromadzkimi radami narodowymi (GRN) jako organami władzy najniższego stopnia na wsi, funkcjonowały od reformy reorganizującej administrację wiejską przeprowadzonej jesienią 1954 do momentu ich zniesienia z dniem 1 stycznia 1973, tym samym wypierając organizację gminną w latach 1954–1972.
Gromadę Płowce I z siedzibą GRN w Płowcach I (obecnie część wsi Płowce) utworzono – jako jedną z 8759 gromad na obszarze Polski – w powiecie aleksandrowskim w woj. bydgoskim, na mocy uchwały nr 24/1 WRN w Bydgoszczy z dnia 5 października 1954. W skład jednostki weszły obszary dotychczasowych gromad Płowce I (obejmującej współczesne Płowce z Płowcami I), Płowce II, Piołunowo i Kwilno ze zniesionej gminy Osięciny, obszar dotychczasowej gromady Skibin ze zniesionej gminy Sędzin oraz miejscowości Stary Radziejów (wieś) (część północna), Stary Radziejów (kolonia) i Stary Radziejów-Wojtówka z dotychczasowej gromady Stary Radziejów ze zniesionej gminy Bytoń w tymże powiecie. Dla gromady ustalono 21 członków gromadzkiej rady narodowej.
1 stycznia 1956 gromada weszła w skład nowo utworzonego powiatu radziejowskiego w tymże województwie.
1 stycznia 1958 z gromady Płowce wyłączono kolonię Stary Radziejów-Wojtówka, włączając ją do gromady Nowy Dwór w tymże powiecie.
31 grudnia 1959 do gromady Płowce włączono wieś Latkowo ze zniesionej gromady Pilichowo w tymże powiecie.
31 grudnia 1961 do gromady Płowce włączono wsie Kłonowo, Tarnówko, Kłonówek i Rokitki ze zniesionej gromady Byczyna w tymże powiecie.
Gromadę zniesiono 1 stycznia 1972, a jej obszar włączono do gromad Osięciny (sołectwa Piołunowo, Płowce Pierwsze i Płowce Drugie), Radziejów (sołectwa Kłonówek, Stary Radziejów, Skibin i Kwilno oraz wsie Rokitki i Tarnówka z sołectwa Kłonowo) i Dobre (wieś Kłonowo z sołectwa Kłonowo) w tymże powiecie.